# Gamesley
Gamesley – wieś w Anglii, w hrabstwie Derbyshire, w dystrykcie High Peak. Leży 68 km na północny zachód od miasta Derby i 250 km na północny zachód od Londynu.